# 2010年バンクーバーオリンピックのラトビア選手団
2010年バンクーバーオリンピックのラトビア選手団（2010ねんバンクーバーオリンピックのラトビアせんしゅだん）は、2010年2月12日から2月28日までカナダのブリティッシュコロンビア州バンクーバー市で開催された2010年バンクーバーオリンピックのラトビア選手団、およびその競技結果。

## 概要
今大会は銀メダル2個を獲得した。

## メダル
| メダル | 選手名                            | 競技       | 種目    |
| ------ | --------------------------------- | ---------- | ------- |
| 銀     | マルティンス・ドゥクルス          | スケルトン | 男子    |
| 銀     | アンドリス・シクス ユリス・シクス | リュージュ | 2人乗り |